# Ludes

Ludes este o comună în departamentul Marne, Franța. În 2009 avea o populație de 631 de locuitori.